# Fonts baptismaux de Quintin

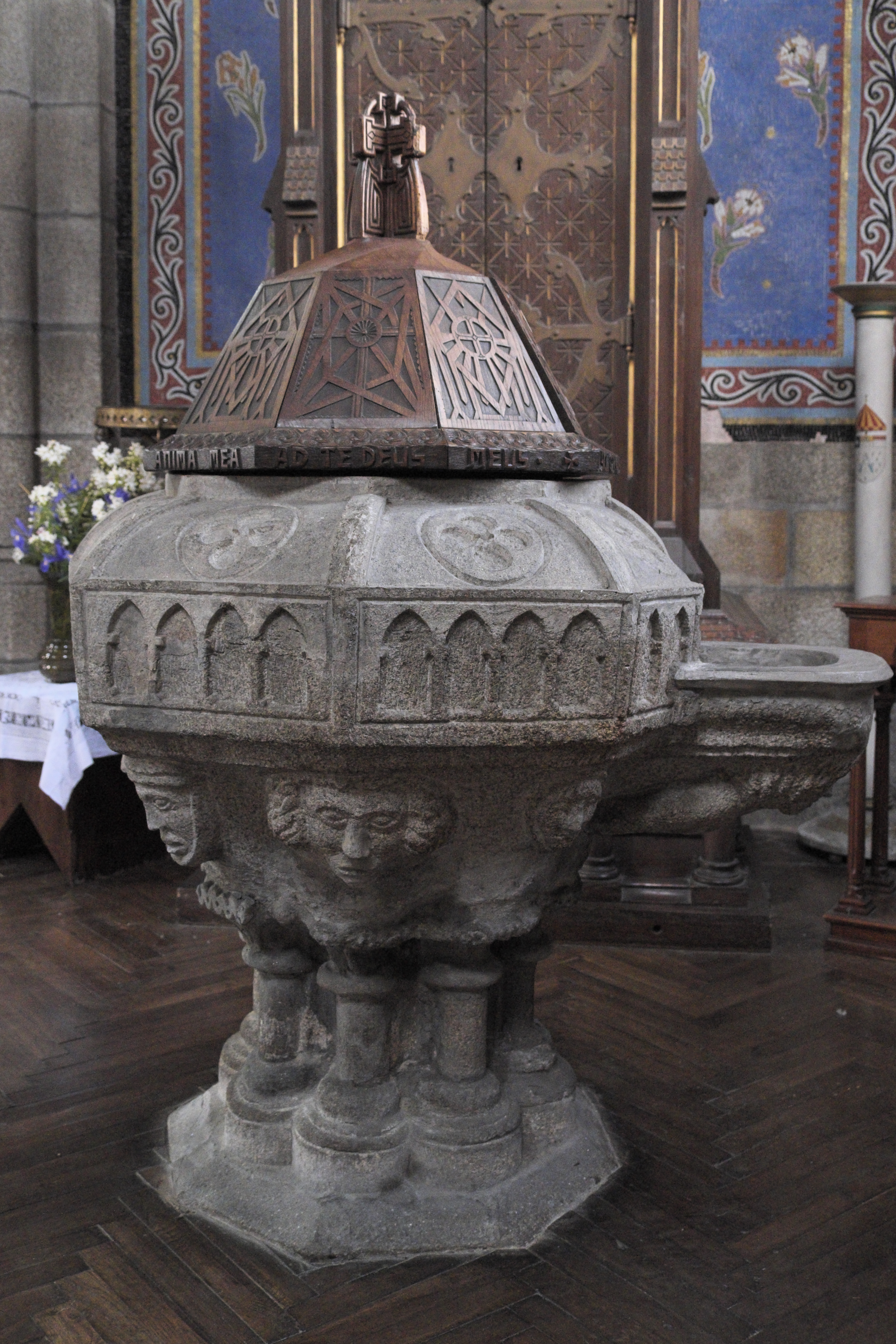
Fonts baptismaux de Quintin

Les fonts baptismaux de la Basilique Notre-Dame-de-Délivrance à Quintin, une commune du département des Côtes-d'Armor dans la région Bretagne en France, datent du XIVe siècle. Les fonts baptismaux en granite, qui viennent de l'ancienne collégiale, sont classés monuments historiques au titre d'objet depuis le 1er mai 1911.
Elle est couverte d'un couvercle en bois ciré de 70 centimètres de haut réalisé par Jean Lousse, sculpteur à Quintin.  

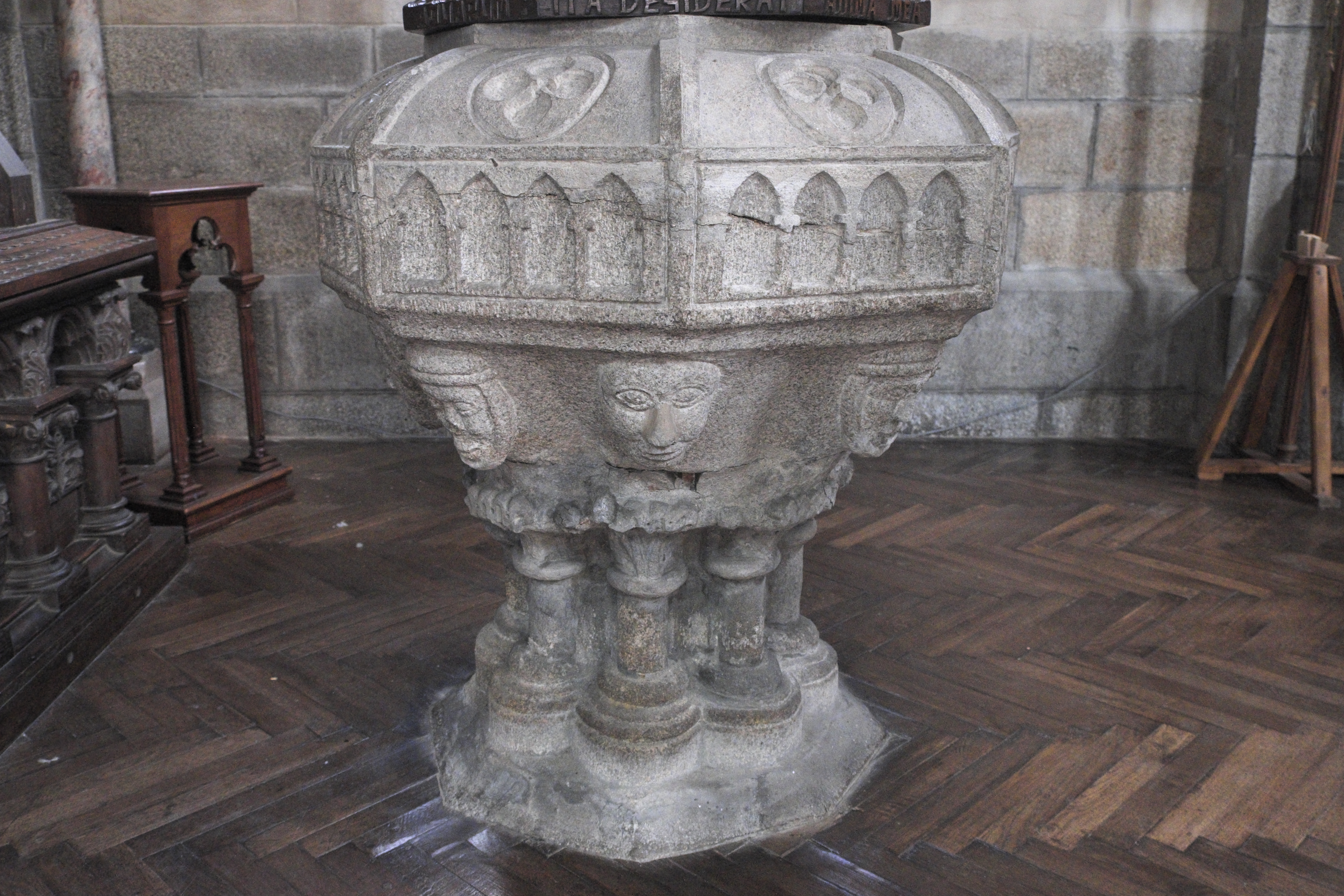
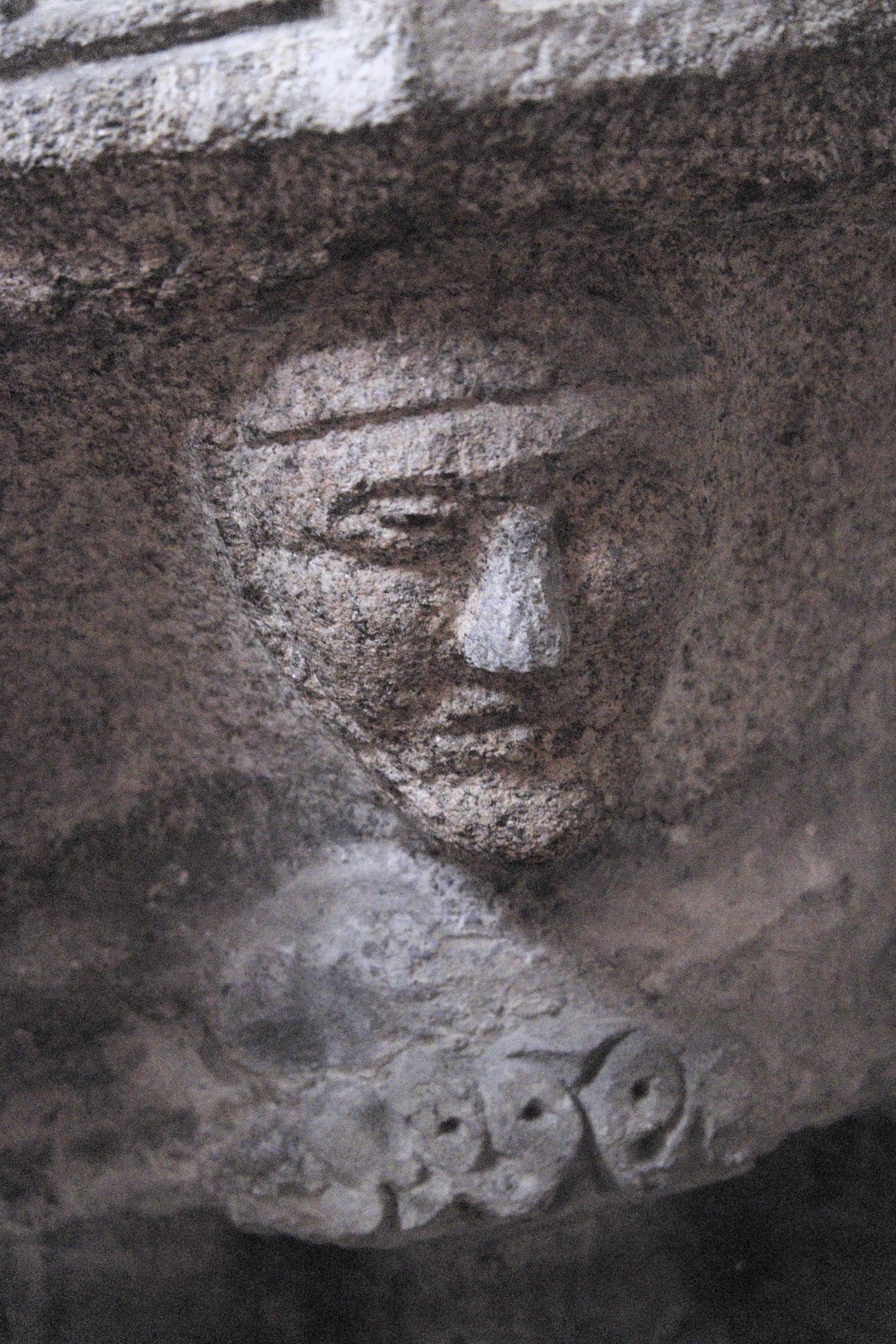
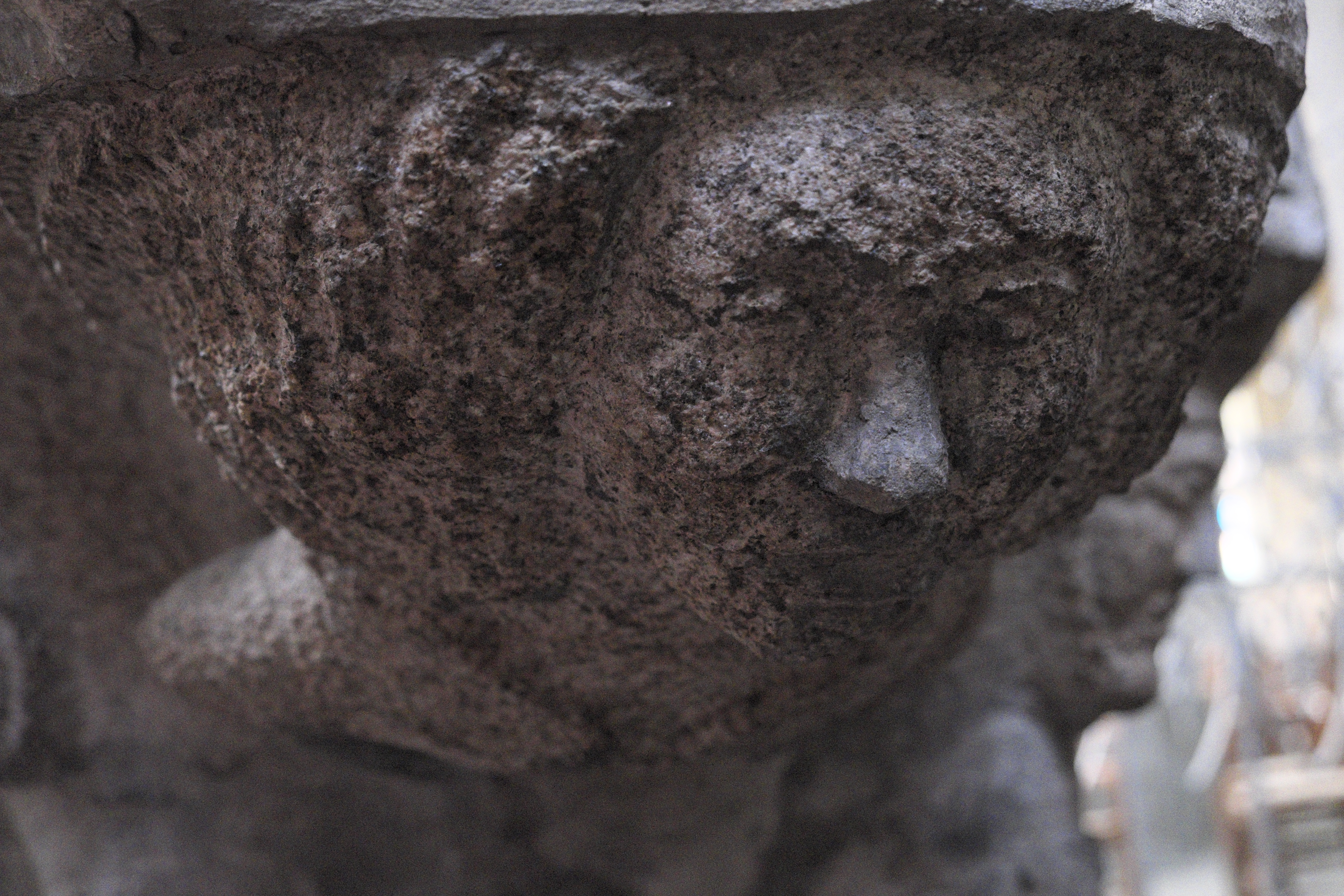